# Villa Benetton detta "La Marignana"
Villa Bevilacqua, Fossati, Dall'Aglio, Benetton, detta "La Marignana", è una villa veneta situata nei pressi di Marocco, nel comune di Mogliano Veneto. 
L'appellativo è legato alla località in cui sorge, la Marignana appunto.
La struttura ospita il museo dedicato alle opere scultoree del maestro Toni Benetton.

## Storia
La Marignana fu edificata nel XVIII secolo e ha subito numerosi passaggi di proprietà: fu dei Bevilacqua, dei Bozzetti Spinelli, quindi di Francesco Bortoletto e poi degli Astori. Passò in seguito ai Fossati, ai Dall'Aglio e, infine, fu acquistata dallo scultore Toni Benetton.
Quest'ultimo ha reso la villa luogo di esposizione per molte sue opere, insediandovi l'Accademia internazionale del Ferro Battuto da lui stesso fondata (1967). Tutt'oggi nelle antiche cantine ha sede il Museo Toni Benetton, mentre nel parco sono state collocate diverse macrosculture.

## Edificio
La villa si trova a ovest dell'abitato di Marocco, inserendosi in un'area rurale. La proprietà, cui si accede tramite due bei cancelli di ferro con pilastri ornati da statue, si articola nel vasto parco e in quattro costruzioni disposte a L, con il braccio lungo parallelo alla strada e il braccio corto perpendicolare alla stessa.

### Casa padronale
All'estremità occidentale della L si trova la casa domenicale, tipico edificio con schema a pianta veneziana in cui la disposizione degli ambienti interni è basata sul salone passante centrale. Questa ordinata organizzazione è evidente anche all'esterno, con le due simmetriche facciate delle quali la principale e più curata è quella rivolta a sud, verso la strada. Ha linee molto semplici e sobrie, con un pieno a chiudere l'asse di simmetria a livello dell'attico. Gli scarsi ornamenti si concentrati perlopiù presso il piano nobile: una cornice in aggetto con un frontoncino triangolare al di sopra delle tre aperture mediane e, davanti alla porta-finestra al centro, un poggiolo in ferro battuto.

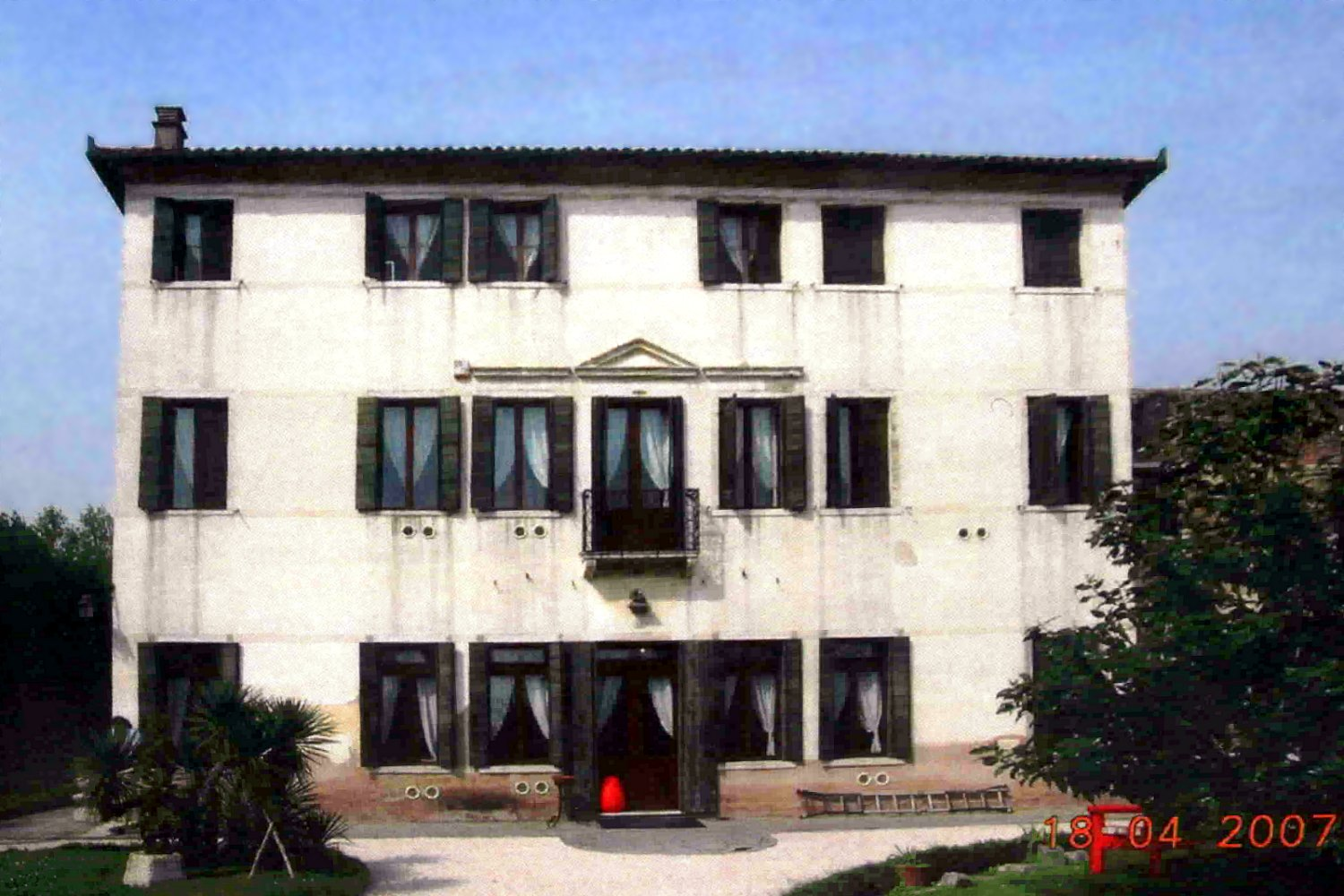
Prospetto

Alla semplicità degli esterni si contrappone la ricchezza degli interni. Il piano terra ha una pavimentazione a piastrelloni e soffittato alla maniera del Sansovino, mentre gli appartamenti ai piani superiori sono caratterizzati da pavimentazioni a terrazzo veneziano e stucchi su pareti e soffitti.

### Barchessa e scuderie
A est della casa padronale si innesta la lunga barchessa di epoca successiva. Si tratta di un edificio assolutamente singolare, dove al piano terra si alternano portali a finestre, corrispondenti ad altre finestre sul piano superiore. Il tutto è coronato da un cornicione con una sorta di merlatura ad archetti. La costruzione è stata però deturpata verso l'estremità orientale con la costruzione dell'ottocentesca casa del custode, sempre a schema veneziano.
Il braccio corto della L è rappresentato dalle ex scuderie con portico a cinque arcate e doppia altezza che ospita anche l'oratorio privato, segnalato dalla presenza di una crocetta in ferro sul tetto.

### Parco
Il parco di Villa Marignana si estende per circa 20.000 m². In ottimo stato di conservazione, presenta alcuni elementi peculiari come l'antica ghiacciaia, ricavata all'interno di una collinetta sormontata da una vera da pozzo per il ricambio dell'aria. Contribuiscono ad arricchire il parco le circa 70 sculture realizzate dal 1951 al 1995 dal maestro Benetton, tra cui le macrosculture "Forme Ogivali" (n. 42 dell'esposizione), "Il Grande Arco" (n. 28) e "Vivibile n° 9" (n. 52).